# So Tell Me Why
So Tell Me Why è un singolo del gruppo musicale statunitense Poison, estratto dal loro album dal vivo Swallow This Live (1991).
È uno dei quattro inediti in studio contenuti nell'album. Raggiunse il venticinquesimo posto della classifica britannica.

## Tracce
1. So Tell Me Why – 3:21
2. Unskinny Bop (Live) – 3:46
3. Ride the Wind (Live) – 4:02

## Classifiche
| Classifica (1991) | Posizione massima |
| ----------------- | ----------------- |
| Regno Unito       | 25                |